# Heinrich von Podewils
Heinrich Graf von Podewils (ur. 3 października 1695 w Kręgu (województwo zachodniopomorskie), zm. 29 lipca 1760 w Magdeburgu) – polityk pruski i pierwszy minister Prus. Jego stryjecznym dziadkiem był Heinrich Podewils - Elektor Braunschweig-Lüneburg. Jego zięciem zaś był poprzedni pierwszy minister Friedrich Wilhelm von Grumbkow był jego teściem. Od 1741 roku hrabia von Podewils.
Od roku 1720 radca (Geheimer Kriegsrat) Generalnego Komisariatu Wojny, którego szefem był Friedrich von Grumbkow. Fryderyk Wilhelm I Hohenzollern mianował w 1722 Podewilsa radcą rady finansowej (Geheimer Finanzrat) w Generaldirektorium. 
W roku 1728 Podewils posłował do Kopenhagi, a w 1729 do Sztokholmu. W roku 1730 przejął po Friedrichu von Knyphaysenie MSZ (Kabinettsministerium). Fryderyk Wielki, który wstąpił na tron w 1740 roku uczynił go głównym ministrem. Podewils, sam proaustriacki, realizował bez sprzeciwów antyaustriackie plany Fryderyka.
Od 1741 Podewils prowadził rokowania z Sasami i Austriakami, które zakończyły się traktatami we Wrocławiu i Berlinie (1742), a następnie w Dreźnie (1745). 
Podewils był nazywany przez rodaków "strachajłą" (der Fürsichtige). Francuski dyplomata nazwał go ok. 1741 roku: "trzęsiportkiem z natury" (Zitterer von Natur). Był również przezywany "strachliwym kurczakiem", przez wrogów (Angsthuhn). Zawsze szukał kompromisu i unikał konfrontacji, mimo to Fryderyk Wielki cenił jego rady.
Podewils miał pewne talenty literackie i był mocny w wymowie. Gdy wybuchła wojna siedmioletnia (1756-1763) wpływy Podewilsa zmalały, prawdopodobnie dlatego, że wbrew woli króla chciał jej uniknąć. Młodszy, odważniejszy i bardziej "agresywny" Karl Wilhelm Finck von Finckenstein zajął wówczas jego miejsce. Jednak gdy w 1760 roku umarł, Fryderyk był pogrążony w niekłamanym żalu, uważał go bowiem za jednego z najwierniejszych swoich ludzi.